# Mikrotubulus

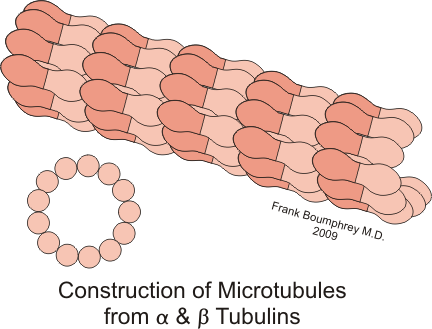
Schéma mikrotubulu. Odstínem jsou odlišeny jednotky alfa-tubulinu a beta-tubulinu; v levé dolní části obrázku je schematický příčný řez mikrotubulem, na kterém je patrné, že se jedná o dutý útvar.

Mikrotubuly jsou jedny z vláken cytoskeletu, která slouží především k transportu různých struktur a látek uvnitř buňky. Jsou složeny z bílkoviny tubulinu.
Uměle můžeme způsobit jejich rozpad alkaloidem kolchicinem (z ocúnu) a stabilizovat jejich polymeraci můžeme alkaloidem taxolem (který se získává z tisu). Oba tyto alkaloidy ale inhibují mitózu.

## Stavba
Základní stavební látka je bílkovina, která se nazývá tubulin. Je uspořádaná do základních dimerových jednotek, které se skládají z alfa-tubulinu a beta-tubulinu, přičemž každá molekula alfa i beta-tubulinu obsahuje vazebné místo pro GTP, guanosintrifosfát, jehož štěpením se uvolňuje energie. Na alfa-tubulinu je GTP vázané stabilně a neštěpí se na něm, na beta-tubulinu se však může štěpit na GDP, guanosindifosfát.
Dimery tubulinů spolu tvoří dlouhé řetězce, v nichž na sebe navazují vždy alfa-tubulin na beta-tubulin. Nikdy se dimery na sebe nemohou navázat souhlasnými typy tubulinů, tj. alfa-tubulin na alfa-tubulin a beta-tubulin na beta-tubulin. Jeden řetězec se nazývá protofilament. Takový vzniklý protofilament je na jednom konci zakončený alfa-tubulinem a na druhém beta-tubulinem.
Jeden mikrotubulus je dutý váleček, který je složen ze 13 protofilament, tzn. má na průřezu do kruhu poskládáno hned 13 molekul tubulinu. Z boku na sebe interagují v mikrotubulu vždy alfa-tubulin s alfa-tubulinem a beta-tubulin s beta-tubulinem.
K polymeraci (přidávání) a disociaci (odebírání) dimerů bude docházet jen na koncích mikrotubulu. Ten konec mikrotubulu, který je zakončen beta-tubulinem, má schopnost růstu a proto se nazývá plus konec. Naopak minus konec bude zakončen alfa-tubulinem a bude tam docházet k disociaci. Mikrotubulus má průměr 25 nm.

## Dynamická nestabilita
Dynamická nestabilita je schopnost mikrotubulu neustále se přizpůsobovat svým růstem podmínkám. Polymerace a disociace totiž neprobíhá najednou, ale samostatně. Závisí to na existenci tzv. GTP čepičky, která je posazená na plusovém konci mikrotubulu. Jedná se o připojené beta-tubuliny, které na sobě mají navázané GTP.
Později, až odroste tato nově navázaná část blíže ke středu mikrotubulu, tak se GTP rozštěpí na GDP a tento beta-tubulin s GDP, již nebude patřit do GTP čepičky. GTP způsobuje to, že mikrotubul roste rovně, GDP má tendenci se ohýbat. Když nastane situace, že se přestanou polymerovat beta-tubuliny s GTP do GTP čepičky, dojde k disociaci mikrotubulu na minusovém konci.

## Kineziny a dyneiny

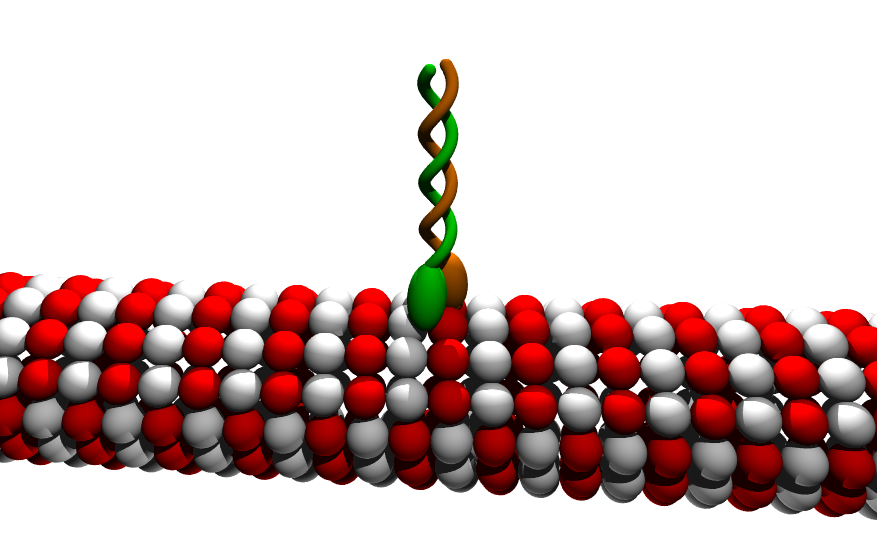
Schematické znázornění kinezinu pohybujícího se po mikrotubulu

Kineziny a dyneiny – označované i jako „molekulární motory“ jsou látky, které se za spotřeby energie (ATPázy – štěpí ATP) pohybují po mikrotubulech a transportují na nich látky jiné. Kineziny přenáší svůj náklad pouze směrem k plusovému konci mikrotubulu (kromě jednoho typu kinezinů, který se pohybuje i opačným směrem) a dyneiny zase přenášejí náklad k minusovému konci.
Obecně jsou dyneiny rychlejší než kineziny a také větší.
Kineziny i dyneiny mají 2 globulární hlavy, které mají vazebné místo v mikrotubulu, mají i ATPázovou aktivitu – střídání fází: vazba, uvolnění z vazby a změna konformace → pohyb.
Tyto molekuly mají různá vazebná místa pro různé formy nákladu. Vazba k membránové struktuře není přímá – je zprostředkována vazebnými proteiny.

## Kde jsou mikrotubuly ukotveny
Místa, kde jsou mikrotubuly ukotveny se nazývají organizační centra mikrotubulů, z angličtiny se pro ně používá též zkratka MTOC. V těchto místech je mikrotubulus ukotven vždy svým minusovým koncem. Toto místo se liší podle typu buňky.
V živočišných buňkách bývá organizačním centrem centrozóm, umístěný v blízkosti jádra. U hub a rozsivek je jím tzv. pólové tělísko vřeténka, což je destička zapuštěná do jaderného obalu. U rostlin jsou ukotveny v mnoha menších organizačních centrech, kterými jsou komplexy obsahující gama-tubulin. Většina těchto komplexů se nachází na buněčném obvodu, v oblasti pod plazmatickou membránou.